# Cristian Leiva
Cristian Leiva (Chilecito, 26 settembre 1977) è un ex calciatore argentino, di ruolo centrocampista.

## Carriera
Leiva iniziò la sua carriera nel Banfield nella Prima Divisione Argentina nel 2001. Nel 2002 militò nel Cruz Azul in Messico ma ben presto ritornò in argentina, giocando nel Gimnasia y Esgrima (LP). Dopo una sola stagione tornò nel Banfield.
Nel Banfield giocò regolarmente da titolare, e dopo aver giocato anche in Coppa Libertadores 2005, nel luglio del 2006 firmò un contratto per l'Anderlecht, nella massima serie belga.
Dopo una stagione fu dato in prestito allo Charleroi per poi essere ceduto nel 2008 al Club Olimpia in Paraguay. Nel 2009 passò al Godoy Cruz in seconda divisione argentina. A metà stagione venne ceduto al San Lorenzo nella massima serie argentina.
All'inizio del 2010 fu acquistato dall'Arsenal de Sarandi. Il 4 gennaio 2011 passa al Godoy Cruz.